# Olympische Sommerspiele 1932/Radsport
Bei den X. Olympischen Spielen 1932 in Los Angeles wurden sechs Wettbewerbe im Radsport ausgetragen.

## Bahn
Die Wettbewerbe auf der Bahn wurden im Rose Bowl Stadium in Pasadena ausgetragen, das temporär mit einer Radbahn ausgestattet war.

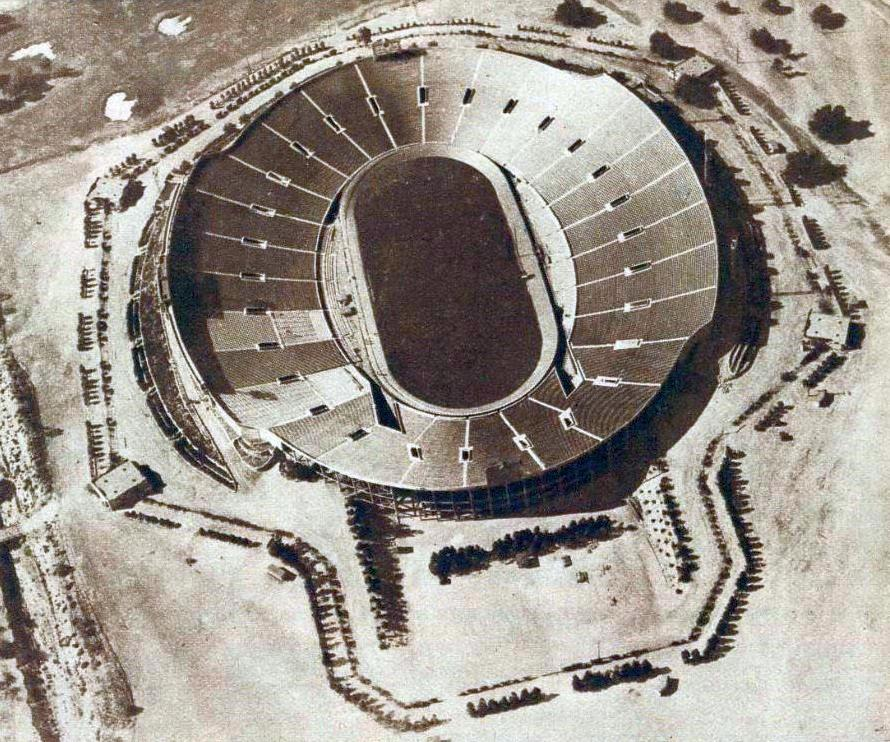
Rosebowl-Stadion mit Radbahn, 1932

### Sprint
| Platz | Land | Athlet             | Zeit   |
| ----- | ---- | ------------------ | ------ |
| 1     | NED  | Jacobus van Egmond | 12,6 s |
| 2     | FRA  | Louis Chaillot     | k. A.  |
| 3     | ITA  | Bruno Pellizzari   | k. A.  |

### 1000 m Zeitfahren
| Platz | Land | Athlet             | Zeit            |
| ----- | ---- | ------------------ | --------------- |
| 1     | AUS  | Edgar Gray         | 1:13,0 min (OR) |
| 2     | NED  | Jacobus van Egmond | 1:13,3 min      |
| 3     | FRA  | Charles Rampelberg | 1:13,4 min      |

### Tandem
| Platz | Land | Athleten                           |
| ----- | ---- | ---------------------------------- |
| 1     | FRA  | Louis Chaillot / Maurice Perrin    |
| 2     | GBR  | Ernest Chambers / Stanley Chambers |
| 3     | DEN  | Harald Christensen / Willy Gervin  |

### 4000 m Mannschaftsverfolgung
| Platz | Land | Athleten                                                                | Zeit       |
| ----- | ---- | ----------------------------------------------------------------------- | ---------- |
| 1     | ITA  | Nino Borsari Marco Cimatti Alberto Ghilardi Paolo Pedretti              | 4:53,0 min |
| 2     | FRA  | Paul Chocque Amédée Fournier René Le Grevès Henri Mouillefarine         | 4:55,7 min |
| 3     | GBR  | William Gladstone Harvell Charles Holland Ernest Johnson Frank Southall | 4:56,0 min |

## Straße

### Einzelwertung (100 km)
| Platz | Land | Athlet           | Zeit        |
| ----- | ---- | ---------------- | ----------- |
| 1     | ITA  | Attilio Pavesi   | 2:28:05,6 h |
| 2     | ITA  | Guglielmo Segato | 2:29:21,4 h |
| 3     | SWE  | Bernhard Britz   | 2:29:45,2 h |

### Mannschaftswertung(100 km)
| Platz | Land | Athleten                                      | Zeit        |
| ----- | ---- | --------------------------------------------- | ----------- |
| 1     | ITA  | Giuseppe Olmo Attilio Pavesi Guglielmo Segato | 7:27:15,2 h |
| 2     | DEN  | Henry Hansen Leo Nielsen Frode Sørensen       | 7:38:50,2 h |
| 3     | SWE  | Arne Berg Bernhard Britz Sven Höglund         | 7:39:12,6 h |